# Epirhyssa pumila
Epirhyssa pumila là một loài tò vò trong họ Ichneumonidae.